# Liste des accidents ferroviaires en France en 1900
Pour des articles plus généraux, voir Liste des accidents ferroviaires en France, Liste des accidents ferroviaires en France au XIXe siècle et Liste des accidents ferroviaires en France dans les années 1900.
La liste des accidents ferroviaires en France en 1900 est une liste non exhaustive, chronologique.

## Janvier
- 9 janvier 1900 - À Billy-Montigny, sur le carreau de la fosse no 2 de la compagnie des mines de Courrières, à la suite d'une erreur d'aiguillage, deux wagons chargés de charbon dévalent une voie en pente et percutent un convoi de trois locomotives, dont trois des six mécaniciens et chauffeurs sont tués et trois grièvement blessés[1].

## Mai

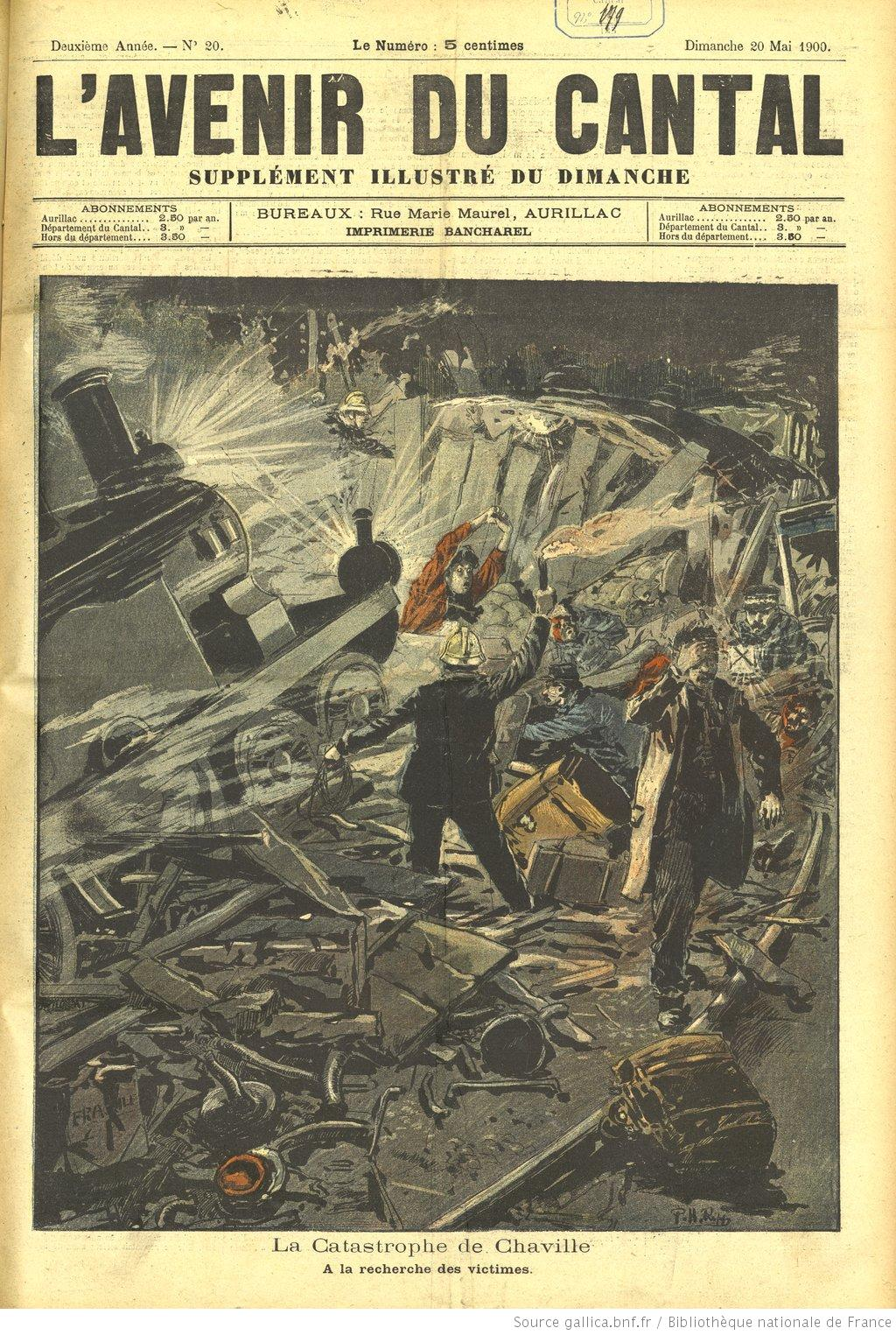
L'accident du 6 mai 1900 vu par un journal illustré.

- 6 mai 1900 - Vers 21 heures, sur la ligne de Paris-Montparnasse au Mans, avant Versailles-Chantiers, entre les gares de Sèvres et Chaville, un express pour Saint-Malo arrêté par suite de l'avarie d'un train le précédant est tamponné par le train-poste pour Brest dont il est le dédoublement, et qui le suit à 10 minutes d'intervalle, selon la pratique de la Compagnie de l'Ouest. Des dernières voitures du train tamponné, écrasées et disloquées, on tirera un mort et une vingtaine de blessés, dont deux succomberont quelques jours plus tard[2]. Le 16 décembre 1900, le Tribunal correctionnel de Versailles déclarera responsables d'un homicide par imprudence un aiguilleur et le conducteur[3] du train tamponné et les condamnera chacun à un an de prison avec sursis et 300 francs d'amende[4].
- 30 mai 1900 - Sur la Ligne de Creil à Jeumont de la Compagnie du Nord, après la gare de Tergnier, à 15 heures 30, le train de luxe Nord-Express composé exclusivement de wagons-lits pour Saint-Pétersbourg prend en écharpe la locomotive d'un train de marchandises à la bifurcation de Jussy. Les deux mécaniciens sont tués et leurs chauffeurs gravement blessés. Dans le rapide, seuls quelques uns des trente six passagers sont légèrement commotionnés[5].
- 31 mai 1900 - Sur le tronc commun aux lignes de Vaugneray et Mornant du réseau à voie métrique du Fourvière-Ouest-Lyonnais, vers 17 heures, près du viaduc d'Alaï, une locomotive du tramway à vapeur de retour d'essais heurte de face un train électrique régulier allant de Lyon à Vaugneray. Dans le choc, un convoyeur et un contrôleur sont tués. Le conducteur de la motrice et une quinzaine de voyageurs sont blessés[6]. Le 15 novembre 1900, le tribunal correctionnel de Lyon, après avoir constaté de multiples manquements aux règlements, condamnera pour homicide et blessures par imprudence le mécanicien de la locomotive à un an de prison et 1000 francs d'amende, et six autres prévenus à des peines de prison et d'amende, mais avec sursis, en déclarant la compagnie civilement responsable[7].

## Juin
- 16 juin 1900 - À Paris, vers 17 heures, avenue du Trocadéro, un tramway à impériale de la ligne Passy-Hôtel-de-Ville s'emballe dans la descente, quitte les rails, et, continuant sa course sur la chaussée, accroche un premier fiacre, en pulvérise un second et finit par s'écraser contre un arbre qu'il déracine. L'accident fait un mort et quinze blessés, dont trois graves[8].

## Juillet
- 13 juillet 1900 - En banlieue nord-est de Paris, sur la ligne de Bondy à Aulnay-sous-Bois, à l'entrée en gare de Gargan, vers 18 heures 30, les trois dernières voitures d'un train venant de Paris déraillent et se renversent après le déclenchement inopiné d'un aiguillage. On dénombrera un mort et sept blessés. Bien que l'aiguilleur ait tenté d'invoquer les perturbations causées au mécanisme par un violent orage[9], il sera finalement inculpé d'homicide involontaire quelques mois plus tard[10].

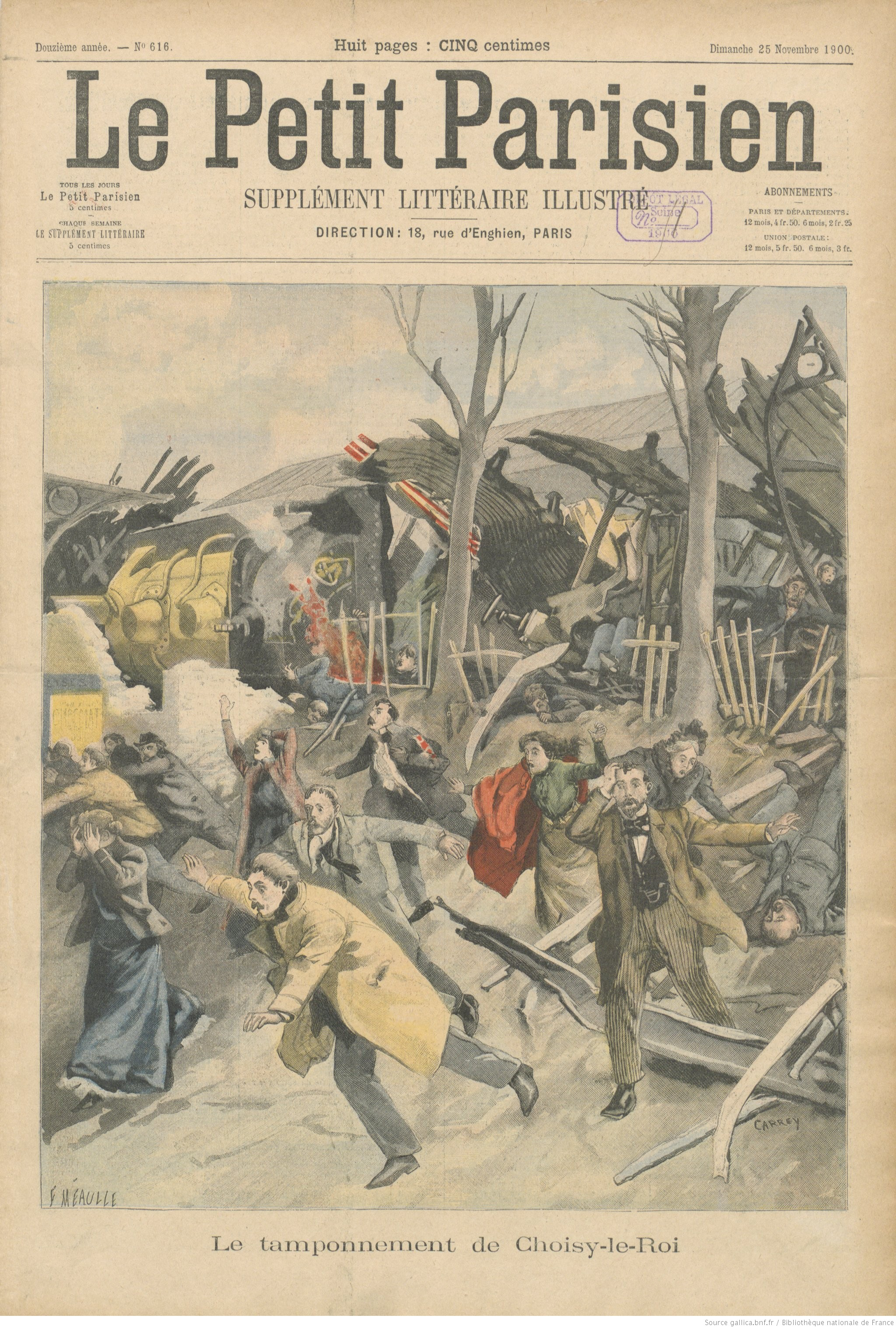
Le tamponnement de Choisy-le-Roi vu par les dessinateurs du Petit Parisien.

- 17 juillet 1900 - À 15 heures, sur la ligne de Poitiers à Saumur[11], une machine haut-le-pied allant chercher un train de voyageurs à Poitiers déraille près du village des Cartes. Le chauffeur, mortellement blessé, décède à l'hôpital, le mécanicien et un autre cheminot sont blessés[12].

## Août
- 14 août 1900 - Sur la ligne à voie métrique de Brest à l'Aber-Wrac'h des Chemins de fer départementaux du Finistère, dans l'après-midi, la voie s'affaisse au passage d'un train parti de l'Aber-Wrac'h pour Brest. Le chauffeur, coincé sous la locomotive, est tué. Le mécanicien est blessé, les voyageurs sont indemnes[13].

## Novembre
- 11 novembre 1900 - Sur la ligne Paris-Orléans, en gare de Choisy-le-Roi, à 11 heures 15, par suite de l'erreur d'un poste d'aiguillage, un express Paris-Nantes percute l'arrière d'un train de banlieue en attente de garage après que ses voyageurs l'ont quitté. Le fourgon et la voiture de tête du train tamponneur s'écrasent contre sa locomotive. On dénombrera sept morts et une vingtaine de blessés[14].

- 15 novembre 1900 - À 120 km/h, sur la ligne Hendaye-Bordeaux, à environ 20 km de Dax, entre les gares de Saint-Geours-de-Maremne et Saubusse le Sud-Express remontant vers Paris, déraille à 11 heures 40. Des trois voitures affectées aux voyageurs, et notamment du wagon-restaurant, broyé contre le tender, on tirera 13 morts et 26 blessés[15]. Bien que l'accident ait eu lieu sur une portion de voie minée par de récentes pluies, dont les dangers avaient pourtant été déjà signalés la veille[16], le rapport d'expertise imputera exclusivement le déraillement à la légèreté — excessive, mais conforme à la réglementation — du fourgon de tête, dégageant ainsi la Compagnie du Midi de toute responsabilité pénale[17].